# Natalka Poltavka
Natalka Poltavka (též zmiňováno jako Natalka-Poltavanka, Natalka-Poltavka, Natalka z Poltavy, v ukrajinském originále Наталка Полтавка) je ukrajinská prostonárodní opera. V původní vaudevillové podobě vznikla roku 1819, autorem textu je Ivan Petrovyč Kotljarevskyj a hudební složku tvořily lidové písně a umělé písně převzaté i původní. Hra se velmi rychle rozšířila a byla hrána v řadě textových a hudebních úprav, z nichž se nakonec obecně prosadila úprava na skutečnou zpěvohru (operu s mluvenými dialogy, někdy označovanou za operetu), již roku 1889 vytvořili dramatik Mychajlo Staryckyj a skladatel Mykola Lysenko.
Natalka Poltavka je od svého vzniku jedním z nejpopulárnějších kusů ukrajinského divadla. Byla také několikrát zfilmována.

## Vznik Kotljarevského hry
Již před napsáním Natalky Poltavky byl Ivan Kotjarevskyj znám v ukrajinských i ruských literárních kruzích jako autor směšnohrdinského eposu Aeneida (Енеїда), travestii eposu Vergiliova a historicky prvního literárního díla napsaného autentickým moderním ukrajinským jazykem. V roce 1817 pozval tehdejší poltavský gubernátor kníže N. G. Repnin do Poltavy divadelní společnost působící dosud v Charkově a do jejího čela jmenoval dva úředníky své kanceláře, Alexeje Imberga a právě Kotljarevského. Ten působil do roku 1821 (kdy její vedení převzal opět předchozí ředitel Johann Stein) jako spoluředitel tohoto divadla, nazývaného „Svobodné poltavské divadlo“, s odpovědností za jeho repertoár. Ten sestával z domácích i zahraničních dramat, her se zpěvy i komických oper hraných v ruštině nebo ukrajinštině. Spisovatel zaujímal kritický postoj ke kusům v ukrajinštině, které byly divadelními společnostmi hrány, a to ho přivedlo k zájmu o dramaturgii ukrajinských her a konečně i k tvorbě ukrajinských her, aby zajistil poltavskému divadlu autenticky ukrajinský repertoár. Výsledkem těchto snah – ale též odpovědí na výslovnou objednávku knížete Repnina – byla dvě díla, Natalka Poltavka a vaudeville Voják–čaroděj (Москаль-чарівник). Podle vzpomínek S. Steblina-Kamenského vznikla obě roku 1819, jiné zprávy o přesném datu jejich vzniku a prvního uvedení nejsou.
Za jeden z přímých podnětů pro vznik Natalky Poltavky je považován úspěch, kterého docílila „opera“ (spíše hra se zpěvy) Kozák veršotepcem (Казак-стихотворец, premiéra 1812) ruského dramatika Alexandra Alexandroviče Šachovského (1777–1846) kombinující ruský a ukrajinský jazyk, k níž aranžoval ukrajinské a ruské lidové písně skladatel Catterino Cavos (1775–1840). Když se hrála na Ukrajině, označil ji jeden z recenzentů za „satiru na Malorusy“ (=Ukrajince) a diváci prý se ptali, proč chodit do divadla, kde je za jejich peníze ještě zesměšňují. Proti tomuto karikovanému pohledu na ukrajinský venkov chtěl Kotljarevskyj ve své Natalce Poltavce ukázat pravdivý obraz ukrajinského lidu a jeho kultury a citu.
Je tedy pravděpodobné, že Natalka Poltavka byla dokončena roku 1819 a v témže roce i poprvé hrána na scéně Svobodného poltavského divadla, ale přesná data vzniku ani premiéry nejsou známa. Teprve 27. listopadu 1821 se Kotljarevskyj zmiňuje o Natalce ve své korespondenci, tehdy již prý byla „velmi dobře přijata v Poltavské, Černigovské a Charkovské gubernii“ a zhruba ve stejné době píše recenzent Otěčestvěnnych zapiskov, že byla dávána „ne jen jednou, ne jen desetkrát, ne jen stokrát, a divadlo bylo vždy plné, potlesk nebral konce“ – což je zřejmě zveličený, ale příznačný popis. Zachoval se pozdní autograf z roku 1829, tiskem hra vyšla poprvé až v roce 1838. Tehdy ji vydal ve svém „Ukrajinském almanachu” Izmail Ivanovič Srezněvskij (1812–1880). Od té doby se znalost o díle rozšířila za meze působení ukrajinských kočovných divadel.

## Forma původního díla
Ve své původní podobě má hra dvě dějství, a to první o sedmi, druhé o jedenácti výstupech.
Sám Ivan Kotljarevskyj označil své dílo názvem „maloruská opera o dvou dějstvích“. Toto žánrové označení je však třeba chápat v dobovém kontextu. V ruské divadelní praxi 1. poloviny 19. století se mnohá díla označovala za „opery” již z toho důvodu, že obsahovaly – vedle hlavního prozaického textu – samostatné zpěvní partie, které herci interpretovali za hudebního doprovodu. Taková díla hrálo za Kotljarevského i poltavské divadlo: úpravy francouzské opéra comique (Vodař Luigiho Cherubiniho), italské opery buffy (Una cosa rara Martína y Soler), německého singspielu (Dněperská rusalka podle Dunajské vodní víly Ferdinanda Kauera), ale i různé ruské opery-vaudevilly jako právě Kozák veršotepcem. Natalka Poltavka se počtem a způsobem dramatického zapojení zpěvních čísel i lidovým původem řady melodií blíží nejvíce právě ruskému typu opery-vaudevillu, ale Kotljarevskyj se dramaturgicky orientoval též na francouzsko-italskou divadelní tradici (jak naznačuje mj. klasicistní jednota času, místa a děje) i na ukrajinské lidové tradice (vertep, školské drama, intermedia).
V Natalce Poltavce se scénické dialogy střídají se zpěvními čísly, z nichž většina má pramen v ukrajinském folklóru. Jejich texty jsou jednak doslova převzaté z lidových písní (Oj pid vyšneju, pid čerešneju, U susida chata bila, Did rudy, baba ruda), jednak napsány samotným Kotljarevským jako nápodoba lidových písní (Vijuť vitry, vijuť bujni, Viter vije horoju, Oj ja divčyna Poltavka). Všechny mají jen volný vztah k zápletce a neposouvají děj dále, ale slouží k odlišení charakterů a citů postav a podkreslují uzlové momenty děje. Mají různé ladění (např. písně spojené s hlavními hrdiny Natalkou a Petrem jsou lyrické či lyricko-dramatické, písně „kozáka“ Mykoly jsou heroicko-epické) i různé kořeny: lidové písně epické, lyrické i žertovné, pololidový trojhlasý zpěv zvaný „kant“ (cantus), ale i soudobou umělou salónní romanci. Jedna z použitých písní (Vsjakomu horodu nrav i prava, použitá k charakterizaci starosty Tetervakovského) navazuje na tvorbu Hryhorije Skovorody.
Natalka Poltavka se stala velmi populárním kusem již ve 30.-40. letech 19. století. (Mezi intelektuály přitom neměla dobrou pověst, historik Mykola Ivanovyč Kostomarov jí například už roku 1844 vyčítal „zastaralou sentimentálnost“ a sentimentálnost ve své stati o ruské literatuře z roku 1874 vyčítá i omlouvá publicista a historik Mychajlo Petrovyč Dragomanov.) Z velké části díky Kotljarevského hře se stalo, že v repertoáru amatérských i profesionálních divadelních souborů na dlouho zakořenil specifický typ hudebně-dramatického díla s velkým podílem lidové hudby (sólové i sborové) a lidových tanců. Od premiéry v roce 1819 se Natalka Poltavka těší neslábnoucí popularitě a je jedním z nejhranějších divadelních děl na Ukrajině, jakož i „vizitkou“ ukrajinské divadelní tvorby. První skutečně profesionální ukrajinské divadlo, společnost Marka Kropyvnyckého, jí také 27. října 1882 zahájilo v Jelizavetgradě svou činnost bezprostředně po odvolání tzv. Emžskeho ukazu, který zakazoval mj. veřejné provozování divadelních her v ukrajinštině. Různé ukrajinské divadelní společnosti ji pak hrály po celé Ruské říši (roku 1911 dorazila do Vladivostoku), dávala se i v ukrajinskojazyčných divadlech mimo Rusko (např. od 70. let 19. století ve Lvově a Černovicích). Do zahraničí se dostávala především díky zájezdům ukrajinských divadelních společností (90. léta 19. století Paříž, společnost H. Drkače; 1911 Sofie, společnost O. Suslova) nebo díky divadelní činnosti ukrajinských emigrantů (1908 Winnipeg).

## Hudební zpracování před Lysenkem
Původní Natalka Poltavka obsahovala jednak národní písně převzaté i s původními texty, jednak národní písně na text poměněný za dramaturgickým účelem, jednak písně nové, složené v lidovém duchu. Kdo je autorem první hudební úpravy, není známo; uvažuje se o samotném Kotljarevském nebo někom z jeho spolupracovníků – Kotljarevskyj se v korespondenci zmiňuje, že má v divadle „skladatele“, ale nejmenuje ho. Je možné, že to byl Adam Johann Barcicki (Barcyckyj / Barsyckyj), klavírista a učitel hudby v Charkově, od něhož pochází první úprava tří písní z Natalky Poltavky, který vyšla tiskem v Charkově roku 1833 jako příloha almanachu Utrennjaja zvezda. Jedná se o velmi prostou harmonizaci pro zpěv a klavír.
Z konce 30. let 19. století se dochovala orchestrální úprava A. Kolosova, ve 40. letech se používala úprava českého skladatele Aloise Jedličky; ten také vydal v roce 1861 klavírní skladbu s názvem „Velká fantazie na motivy maloruské operty Natalka Poltavka (Vzpomínky na Poltavu)“. Další úpravy pak napsal I. Bazilevyč, roku 1857 Opanas V. Markovyč a velkého rozšíření dosáhla verze, kterou pro Kropyvnyckého divadlo roku 1882 napsal teprve devatenáctiletý Matvij Tymofijovyč Vasyľjev (1863–1961). Není známo, kdo pořídil velkou orchestrální úpravu s dodatečnými čísly a baletem, ve které uváděla Natalku Poltavku společnost H. Drkače na zájezdě v Paříži.
Všechny tyto verze zatlačilo zpracování Mykoly Lysenka z roku 1889. Podle V. Žežena je původní Kotljarevského opereta „nejefemérnější hrdostí“ ukrajinského divadla, kterou „už 150 let nikdo neviděl“; v repertoáru žije Natalka Poltavka nadále jen jako „opera M. Lysenka na text Kotljarevského“.

## Zhudebnění Mykoly Lysenka
Skladatel Mykola Lysenko, považovaný za zakladatele ukrajinské národní hudby, se v 80. letech 19. století věnoval – ve spolupráci se svým přítelem dramatikem M. Staryckým – intenzivně ukrajinskému divadlu, které mohlo od roku 1882 po odvolání carského zákazu opět oficiálně působit. V roce 1883 měla premiéru konečná verze jeho opery Vánoční noc, v témže roce dokončil novou operu Utonulá (premiéra roku 1885), ukrajinské divadelní společnosti v té době hojně hrály jeho operetu Černomořci. Současně se Lysenko zabýval sběrem a úpravami lidových písní. Již roku 1883 vytvořil Mychajlo Staryckyj vlastní úpravu Natalky Poltavky, v níž využil Lysenkovy hudby. Když významný herec Mykola Sadovskyj (1856–1933) roku 1888 sestavil vlastní divadelní společnost, připravoval novou inscenaci Natalky a požádal Mykolu Lysenka o nové hudební zpracování.
Lysenko v opeře dalekosáhlé hudební úpravy. V dramaturgickém ohledu a výběru zpěvních čísel vyšel z aktuální verze operety, tj. Vasyľjevovy adaptace, jejíž úpravy se osvědčily (např. v pojetí Mykoly). Jednotlivé písně Lysenko (a Staryckyj) uspořádali a upravili tak, aby měly dramaturgickou a charakterizační úlohu – např. lyrický, měkce kantilénní zpěv pro Petra, dramaticko-epický pro Mykolu, žertovný a sociálně zaostřený pro starostu a dohazovače. Různorodost postav je zachycena i v rozpracovaných ansámblech (duet starosty a dohazovače v 1. dějství, finální tercet ve 2. dějství), které dodávají dílu operní charakter. Hlubší charakterizaci postav doplňuje i diferencovaná intrumentace. Při úpravě písní dbal Lysenko na autentické zachycení národní melodiky a současně emocionální výraznosti. Kupletní (strofický) ráz většiny písní potlačil individualizovaným doprovodem a písně pro hlavní hrdiny značně rozšířil a obohatil, takže z nich vznikly árie na podkladě lidové písně. Hudební materiál operety Lysenko značně rozšířil o rozsáhlou předehru, jejíž základní témata pocházejí ze zpěvů Natalky a Petra, čímž je zdůrazněna jejich věrnost v lásce jako základní poselství opery. Vedle toho dodal dvě mezihry mezi první a druhé dějství (v Kotljarevského původní verzi 1. a 2. obraz prvního dějství) a druhé a třetí dějství, jakož i drobnější instrumentální úryvky. Ruský muzikolog Abram Akimovič Gozenpud na Lysenkově Natalce Poltavce oceňuje zejména „moudrou prostotu, jasnost a harmonickou jednotnost všech elementů“.
I Lysenkova verze, ačkoli hudebně náročnější než předchozí, musela brát v úvahu omezenou kapacitu orchestru i pěvecké schopnosti herců-zpěváků.
Zatímco předchozí verze Natalky Poltavky bylo možné jednoznačně považovat za (prostonárodní) „operetu“ nebo dokonce „vaudeville“, Lysenkovu Natalku Poltavku je obtížnější žánrově zařadit (sám autor jí žádné konkrétní žánrové označení nepřiřkl). Muzikoložka Lidia Borysivna Archymovyčová (1916–1990) se domnívá, že kvantita a kvalita Lysenkových zásahů „dodává Natalce Poltavce specificky operní formu“; podobně se vyjadřuje i Anna Hostomská, podle níž Natalka překračuje žánrovou hranici od operety k lidové komické opeře díky „intenzitě hudebního výrazu“. Stejně tak je obtížné přesně ocenit autorský přínos skladatele. Veškeré nápěvy v původní podobě nepocházejí od něj, to však „nijak nezmenšuje jeho úlohu“ (Archymovyčová), neboť Lysenko jim dodal uměleckou stylizaci, instrumentaci a přesné dramaturgické a charakterizační využití a doplnil instrumentální pasáže.

## Další inscenační historie
I když Staryckého/Lysenkova adaptace hry ovládla jeviště a Natalka Poltavka je od 20. století uváděna především pod Lysenkovým jménem, není její podoba v praxi zcela fixována; naopak v návaznosti na různé kapacity a schopnosti divadel (od ochotnických spolků s doprovodem jednoho či dvou nástrojů po velká kamenná divadla se stočlennými orchestry a sbory) byla slova i hudba předmětem dalších adaptací, což prakticky platí i v současnosti.
Zejména poté, co vznikla velká profesionální operní divadla hrající v ukrajinském jazyce (od roku 1925), vznikla řada pokusů o přizpůsobení Natalky Poltavky jejich jevišti. Nejradikálnější pokus o to, učinit tento tradiční klenot ukrajinského divadelnictví „hodným velkého operního divadla“, představuje úprava spisovatele Maksyma Ryľského, režiséra Volodymyra Manzije a skladatele Volodymyra Jakovyče Joryše (1899–1945). Byla připravena pro vůbec první inscenaci Natalky Poltavky v kyjevské opeře a k příležitosti tzv. ukrajinské dekády v Moskvě roku 1936. Tato adaptace byla dalekosáhlá: děj byl značně rozšířen (či rozmělněn), přibyly komické postavy Natalčiných nápadníků, tachtaulovského diákona a kancelaristy Skorobrecha (v původní verzi jen zmiňovaných), a veselé vdovy Orusji, byla doplněna řada tanečních a sborových čísel, která v původní verzi zcela chybějí, z 47 hudebních čísel výsledné opery jich Joryš sám napsal 35 a zbytek zásadně přeinstrumentoval. Pro divadlo v Charkově vypracoval v témže roce jinou adaptaci – méně intruzivní, avšak podobně zaměřenou – Valentyn Hryhorovyč Kostenko (1895–1960).
Tyto pompézní, naddimenzované verze byly po Stalinově smrti zavrženy. Nesporný úspěch nepřinesla ani úprava Vsevoloda Petrovyče Rybaľčenka (1904–1988) a Boryse Ljatošynského z roku 1954, ač mnohem pietnější k Lysenkově dílu, a divadla se vrátila více méně k Lysenkově autorské verzi, případně s vloženými sbory či tanci z jiných Lysenkových děl (například v Kyjevě se od 70. let 20. století do roku 2012 hrála Natalka Poltavka s několika dodatečnými čísly, jež instrumentoval Vitalij Hubarenko).
I po získání nezávislosti Ukrajiny láká Natalka Poltavka k tázání a experimentům. Tak například lvovské činoherní divadlo (ostatně nesoucí jméno M. Zaňkovecké, nejslavnější představitelky Natalky za carského režimu) ji roku 1991 úspěšně inscenovalo v nezakrytě operetním zpracování, pro něž hudbu upravil V. Ľorčak. V roce 2005 představilo aktualizovanou inscenaci i hlavní kyjevské činoherní divadlo I. Franka: Lysenkovu hudbu pro tento účel aranžoval rockový hudebník Oleh Skrypka a Natalka byla prezentována pod žánrovým označením „ukrajinské hudebně-dramatické rokoko“. Na oficiálních scénách převládala tradiční folklorizující interpretace, jejímž dosavadním vrcholem je kyjevská inscenace z roku 2012 v úpravě skladatele Myroslava Skoryka, který zkrátil předehru, přepsal první mezihru, doplnil řadu sborových a tanečních čísel ve folklórním duchu aorchestraci podstatně upravil a doplnil o lidové hudební nástroje.

## Natalka Poltavka v českých zemích a na Slovensku
Anna Hostomská pořídila překlad opery do češtiny a roku 1959 zmiňuje, že se Natalka Poltavka hraje „v některých mimopražských divadlech“, česká ani slovenská databáze divadelních inscenací profesionálních divadel však žádnou nezaznamenává. Natalka Poltavka však patřila mezi první (1948) inscenace Ukrajinského národního divadla, zřízeného v Prešově roku 1946. V 50. letech 20. století se jí nezalekli ani ochotníci jinde na Slovensku, například ve Stropkově. V roce 1953 vystoupil na Jiráskově Hronově s Natalkou Poltavkou Divadelný súbor Závodního klubu ROH Makyta Púchov.
 Českou adaptaci Anny Hostomské a Vlastislava Antonína Viplera, založenou na překladu Jiřího Hrivňáka, natočil a 18. prosince 1948 poprvé vysílal Československý rozhlas.

## Osoby
- Natalka z Poltavy (Poltavka), ukrajinská dívka – soprán
- Terpylycha (Terpelicha), její matka – mezzosoprán (alt)
- Petro, Natalčin milenec – tenor
- Mykola Horpyna, rodák z Mazurovky, Terpylyšin vzdálený příbuzný – baryton
- Tetervakovskyj, starosta Mazurovky, Natalčin ženich – tenor
- Makohonenko, vesnický dohazovač – bas

## Děj opery
Odehrává se v ukrajinské vsi Mazurovka nedaleko Poltavy.

### 1. dějství
(Ulice v Mazurovce vedoucí k říčce Vorskle, na ní domek Terpylychy) V malé vsi Mazurovce žije vdova Terpylycha s dcerou Natalkou. Terpylyšin manžel býval bohatý kupec ve městě Poltavě. O Natalku se tehdy před třemi léty ucházel osiřelý pacholek Petro, ale Natalčin otec jej pro jeho chudobu odbyl. Petro opustil Poltavu a od té doby o něm nikdo neslyšel. Natalčin otec se pak chytil kořalky, rozházel veškeré jmění a upil se. Aby unikly hanbě, odstěhovaly se zchudlá vdova a dcera se do vsi, kde žijí z Natalčiny práce.
Natalka – jíž ve vsi říkají podle jejího rodného města Poltavka – vychází s vědry nabrat vodu z řeky a zpívá si k tomu tesknou píseň (Vijuť vitry, vijuť bujni / Віють вітри, віють буйні). Vzpomíná na svého Petra, kterého stále miluje, a doufá v jeho návrat. Na ulici ji zastaví starosta Tetervakovskyj, jenž by si ji přál za ženu. Popisuje, jak k státu poprvé v životě zahořel láskou (kavatina Ot junych lit ne znav ja ljubovi / От юних літ не знав я любові). Avšak Natalka jeho vyznání a lichotky odmítá pod záminkou, že mu není bohatstvím ani rodem rovna (árie Vydno šjlachy poltavskiï / Видно шляхи полтавськії). Již zdálky je slyšet místního dohazovače Makohonenka: zpívá si zkusmo novou žertovnou píseň vlastního složení (Did rudy, baba ruda / Дід рудий, баба руда). Natalka jeho příchodu využije, vezmé svá vědra a uteče.
Starosta se s dohazovačem dává do řeči. Stěžuje si na nadřízené úřady, které zakazují úředníkům přijímat úplatky, a pak se ho vyptává na Natalku. Makohonenko chválí její krásu i pracovitost, ale když se dozví, že se o ni starosta chce ucházet, varuje ho: starý muž a mladá žena, to nedělá dobrotu (píseň Oj pid vyšneju, pid čerešneju / Ой під вишнею, під черешнею). Navíc starostovi vypráví Natalčinu rodinnou historii i to, že děvče stále miluje svého nápadníka Petra. Starosta má přesto v úmyslu využít dohazovačových služeb a pověřuje ho, aby za něj mluvil u vdovy i u Natalky, i kdyby musel leccos přikrašlovat, ba klamat: koneckonců tak to na světě chodí, lidé se navzájem balamutí a šidí a každý má své hříchy (duet Vsjakomu horodu nrav i prava / Всякому городу нрав і права). Třeba si Natalka přece dá říci – lidský osud je slepý (duet Oj dolja ljudskaja / Ой доля людськая).

### 2. dějství
(V Terpylyšině domku) Matka přede a dcera šije. Natalka si povzdechne nad jejich chudobou a její matka hned ví, kdo je jí vinen: jednak nebožtík manžel, nejvíce však Natalka samotná, protože již řadu vhodných ženichů odmítla. Terpylycha ví, že Natalka stále čeká na Petra, ale tvrdí dceři, že je to marné. I kdyby se Petro nakrásně vrátil, Terpylycha k jeho sňatku s Natalkou nikdy nesvolí. Nářek Natalky (píseň Oj, maty, maty / Ой, мати, мати) vyvolá u matky pohnutí, ale stále se snaží dceři Petra vymluvit: kdo ví, kde je mu konec, a je-li ještě živ, jistě již má jinou. Vždyť ona chce pro své dítě jen to nejlepší (píseň Čy ja tobi, dočko / Чи я тобі, дочко). Pláče a naříká, že neuvidí Natalku provdanou a že ji dceřina vzpurnost přivede do hrobu. Nyní má Natalka špatné svědomí, prosí za odpuštění a slibuje, že na Petra zapomene a provdá se. Přitom doufá, že se odmítnutí ženiši již nevrátí a že i starostu setřásla.
Jenže do domu právě vstupuje dohazovač. Zeširoka se vdovy vyptává na Natalku a připomíná, jak obtížné je vdát dceru bez věna, byť by byla sebepilnější a sebehezčí. Terpylycha mu přisvědčuje, a když Makohonenko oznámí, že přišel na námluvy jménem starosty, připojuje se matka k přesvědčování Natalky a vyvracení jejich námitek. Nakonec nebohou dívku společně přesvědčí (tercet Ej, Natalko, ne dročysja! … De zhoda je v simejstvi / Ей, Наталко, не дрочися! … Де згода є в сімействі) a nepřistoupí ani na její žádost, aby se se svatbou počkalo – co nejdříve si mají Natalka a starosta podle zvyku vyměnit zásnubní ručníky. Natalka osamí, je nešťastná a volá svého milého (árie Čoho ž voda kolomitna / Чого ж вода кломітна).

### 3. dějství
(Scéna jako v 1. dějství) Burlak Mykola si stěžuje na své zaměstnání (píseň Ta nemaje v sviti hirš nikomu / Та немає в світі гірш нікому). Je chudý sirotek bez rodiny i bez řemesla a sní o tom, že by se dal ke kubáňským kozákům. Směrem od Kolomaku přichází Petro. Za čtyři léta vydělal dost peněz a nyní se vrací do Poltavy, aby znovu požádal o Natalčinu ruku (árie Sonce nyzeňko, večir blyzeňko / Сонце низенько, вечір близенько). Dá se do řeči s Mykolou a ihned se spřátelí.
Oba vidí z Terpylyšina domku vycházet starostu v zásnubním a Makohonenka ve starosvatském oděvu. Starosta a dohazovač se vyptávají Mykoly na to, co je nového v Poltavě, a dávají si představit Petra. Poté odejdou a Petro od Mykoly vyzvídá, kdo se vdává. Zjistí, že to musí být jeho Natalka. I mykolovi dojde, koho má před sebou, a zpívá Petrovi písničku o něm a Natalce, kterou si prozpěvuje celá ves – Natalčino čekání na toulavého milence je totiž veřejným tajemstvím (píseň Viter vije horoju / Вітер віє горою). I proto Petra upokojuje, že na něj Natalka nezapomněla. Petro si ale chce být jist Natalčinými city – má-li ráda jiného, raději odejde a nebude se jí připomínat. Proto posílá Mykolu, aby vyzvěděl sám, jak se věci mají. Sám se pak trápí myšlenkou, že mu vytoužené štěstí vyklouzne z ruku právě teď, když je mu na dosah (píseň Oj ne šumy, luže / Ой не шуми, луже).
Mezitím se vracejí dohazovač a po něm i starosta a dávají se s Petrem do hovoru. Jsou zvědavi na ledacos, protože Petro na svých cestách mnohé viděl, nejpodrobněji jim však musí líčit návštěvu divadla v Charkově. Nevědí však, kdo je a jakou bolest mu působí, když se na odchodu starosta zmíní o Terpylyše jako své nastávající tchyni. Petro si stýská na svůj osud (píseň Oj ta jšov kozak z Donu / Ой та йшов козак з Дону).
Vrací se Mykola a radí Petrovi, aby se ukryl. Pak přichází Natalka a Mykola se několika dotazy ujistí, že děvče Petra nadevše miluje a starostu si má brát z donucení, ač by se raději utopila ve Vorskle. Petro tedy může vystoupit z úkrytu a milenci si padnou kolem krku. Petra hned napadají překážky, které jim stojí v cestě, ale Natalka je odhodlána před odpor matky i snoubence patřit navrátilci. Jeho zdráhání mu vyčítá jako nedostatek lásky a Petro se musí bránit (duet Piseš, Petre, do tijeï… Boh pomože sercjam virnym  / Підеш, Петре, до тієї …Бог поможе серцям ірним). Na naléhání Natalky si milenci přísahají věrnost a Mykola zpívá odvážné dívce píseň o Vorskle (Vorsklo ryčka nevelyčka / Ворскло ричка невеличка).
Přicházejí Terpylycha, starosta a dohazovač. Vdova je přítomností Petra nemile překvapena, stejně tak i starosta a dohazovač, když se dozvědí, o koho jde. Natalka považuje své zásnuby za zrušené a přesto, že jí starosta hrozí i soudem, trvá na tom, že si ho nevezme. Když pidí Petro především Terpylyšinu neoblomnost, chce Natalce předat vydělané peníze a opustit ves. Své milé přitom radí, aby matku poslechla. Tato velkodušnost (a zmínka o Petrových penězích) změní vdovin názor a i dohazovač se nakonec za Petra přimlouvá. Nakonec se i starosta rozpomíná, že je svou povahou od narození předurčen k dobrým skutkům, jen pro zaneprázdněnost a nedostatek příležitostí dosud žádný neučinil. Vzdává se tedy Natalky a žehná mladému páru. Milenci jsou konečně svoji a Natalka na Petrovu žádost zpívá svou píseň (Oj ja divčyna Poltavka / Ой я дівчина Полтавка). Všichni hrdinové pak opěvují šťastný konec (sextet Načinajmo ž veselytys / Начунаймо ж веселитись).

### Dodatečné písně
- Píseň Petra Homin, homin po dibrovi / Гомін, гомін по діброві
- Píseň Mykoly U susida chata bila / У сусіда хата біла

## Filmová zpracování

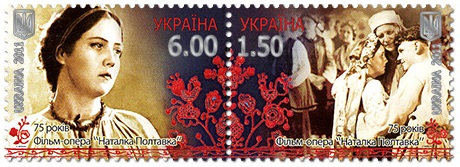
Poštovní známka vydaná k 75. výročí prvního zfilmování Natalky Poltavky

Natalka Poltavka byla poprvé zachycena na filmovém pásmu již roku 1911. Film v délce 275 minut, který pořídil kinoateliér I. Spektota „Chudožestvo“, byl záznamem představení opery, které společnost Mykoly Sadovského odehrála v Jekatěrinoslavi. Tento záznam zachytil legendy předrevolučního ukrajinského divadla, zejména Marii Zaňkoveckou v úloze Natálky (debutovala v ní již u Kropyvnyckého společnosti roku 1882) a Sadovského v roli starosty. Film se těšil velké popularitě u ukrajinských diváků až do konce němé éry počátkem 30. let 20. století.
Natalka Poltavka stojí také na začátku ukrajinského zvukového filmu, a to hned ve dvojí podobě. V průběhu roku 1936 natočili film s tímto názvem dva režiséři: v Sovětském svazu avantgardní, ale v nemilosti se nacházející režisér Ivan Kavaleridze a ve Spojených státech amerických producent, režisér a kulturní organizátor ukrajinského exilu Vasyľ Avramenko. Kavaleridzeho film vznikl v rekordním čase na stranickou objednávku, protože do Sovětského svazu dorazily zprávy o chystaném filmu Avramenkově; proto se i premiéra tohoto filmu, natočeného státní společností „Ukrainfiľm“, nekonala v Moskvě či na Ukrajině, ale v New Yorku v kinosále Roosevelt 24. prosince 1936. Již téměř současně (25.–26. prosince 1936) se v kinosále Venezia konala první promítání Avramenkova filmu, ale jeho oficiální uvedení do distribuce se konalo až 13. února následujícího roku. Americký film – první zvukový ukrajinský film natočený mimo Sovětský svaz – Avramenko produkoval se svou společností „Ukrainian Film Co. «Dnipro»“, režírovali ho Edgar G. Ulmer a pod pseudoymem Michael J. Gann sám Avramenko a hrála v něm mj. tehdejší zpěvačka Metropolitní opery Talija Sabanijeva. Film získal příznivé kritiky i ohlas u publika a např. The New York Times mu dávaly přednost před zpracováním sovětským. Velký úspěch však i v Americe měla filmově čistší Kavaleridzeho verze, ve které účinkoval výkvět ukrajinského hudebního divadla (M. Lytvynenko-Wohlgemut, I. Patoržynskyj, S. Škurat aj.). Tato verze byla vůbez první sovětskou zfilmovanou operou a měla díky rozšíření v SSSR i delší život na plátnech kin a později v televizi.
V roce 1978 natočila ukrajinská státní televize „Ukrtelefiľm“ televizní adaptaci Natalky Poltavky (režie Rodion Jefymenko).

## Diskografie
Existuje jedna komerčně dostupná nahrávka opery, pořízení roku 1947 v kyjevském Domu důstojnictva. Poprvé ji vydalo sovětské nakladatelství Melodija roku 1950, poté vyšla v řadě jiných vydání – v 60. letech 20. století v amerických Argee Records (RGLP 702-711), nejnověji ve vydavatelství Naxos (9.80988, bez dialogů) nebo roku 2007 v sérii MP3 Classic Collection (RMG 1815 MP3, společně se soudobou nahrávkou Záporožce za Dunajem). Zpívají (Natalka) Zoja Hajdaj, (Terpylycha) Maria Lytvynenko-Wohlgemut, (Petro) Ivan Kozlovskyj, (Mykola) Mychajlo Hryško, (Teretvakovskyj) Serhij Ivaščenko, (Makohonenko) Ivan Patoržynskyj, sbor a orchestr Kyjevského státního divadla opery a baletu Tarase Ševčenka řídí Borys Illič Čystjakov.